# Astoria (Schiff, 1934)
Die USS Astoria (Kennung: CA-34) war ein Schwerer Kreuzer der US-amerikanischen Marine, welcher in den 1930er Jahren in Dienst gestellt und im Zweiten Weltkrieg versenkt wurde. Das Schiff gehörte der aus insgesamt sieben Einheiten bestehenden New-Orleans-Klasse an und war nach der Stadt Astoria im US-Bundesstaat Oregon benannt. Die Kiellegung des 1929 bewilligten Kreuzers erfolgte am 1. September 1930 auf der Puget Sound Naval Shipyard in Bremerton (US-Bundesstaat Washington). Nach dem Stapellauf am 16. Dezember 1933 erfolgte am 28. April 1934 die Indienststellung. Sie sank in der Schlacht vor Savo Island am 9. August 1942.

## Technische Details, Bewaffnung und Modifikationen
Die Astoria war maximal 179,27 m lang und 18,82 m breit. Voll ausgerüstet lag der Tiefgang bei 6,93 m. Acht Babcock & Wilcox-Express-Kessel und vier Westinghouse-Getriebeturbinen ermöglichten, bei einer Maschinenleistung von 107.000 WPS, dem Kreuzer eine Höchstgeschwindigkeit von 32,7 kn (60,5 km/h). Die Seeausdauer bei vollem Ölbunkerstand (1.200 ts) betrug bis zu 10.000 Seemeilen (bei 15 kn Marschfahrt).
Die Hauptartillerie bestand aus neun 20,3-cm-Geschützen Mark 9 L/55 in drei je rund 300 ts schweren Drillingstürmen; zwei Türme (in überhöhter Aufstellung) standen vor den Hauptaufbauten, einer befand sich achtern von diesen. Diese Geschütze – die Dotierung pro Rohr lag bei 150 Geschossen – waren in der Lage, eine 118 Kilogramm schwere Granate über eine Distanz von bis zu 29.130 m zu verschießen. Die Feuergeschwindigkeit betrug etwa drei bis vier Schuss pro Minute. Die mittlere und leichte Bewaffnung setzte sich aus acht einzeln lafettierten 12,7-cm-Mehrzweckgeschützen Mark 11 L/25, je vier dieser Kanonen standen, etwa auf Höhe zwischen dem Brückenaufbau und dem achteren Schornstein, zu beiden Seiten der Aufbauten, und zunächst (1934) aus acht 12,7-mm-Fla-Maschinengewehren zusammen. Zwischen April 1941 und Juni 1942 wurden die Maschinengewehre von Bord gegeben und durch insgesamt 16 2,8-cm-Flak Mark 1 L/75 (in vier Vierlingslafetten) und sechs einzelne 2,0-cm-Oerlikon-Flak ersetzt. Es befand sich keine Torpedobewaffnung an Bord.
Ferner erhielt die Astoria Mitte 1942 ein SC-Suchradar Mark 3 zur Seeraumbeobachtung (mit einer Reichweite von etwa 20.000 m). Zu Aufklärungszwecken standen ferner bis zu vier Bordflugzeuge der Typen Vought O2U (1930er Jahre) oder Vought OS2U (1940er Jahre) zur Verfügung. Diese Maschinen wurden von zwei schwenkbaren Katapulten aus gestartet, landeten später auf der Wasseroberfläche längsseits zum Kreuzer und wurden dann mit Kränen wieder an Bord geholt.

## Dienstzeit

### Vorkriegszeit
Nach Beendigung der Probefahrten wurde die Astoria Ende 1934 dem 7. Kreuzergeschwader (Cruiser Division 7) der amerikanischen Pazifikflotte zugeteilt und in San Pedro (Kalifornien) stationiert. Im Frühjahr 1937 war das Schiff zeitweilig beim 6. Kreuzergeschwader (Cruiser Division 6) im Einsatz, welches ebenfalls in San Pedro seine Basis hatte, und absolvierte ereignislose Manövertätigkeiten vor der US-Westküste. Am 10. September 1938 kam mit Captain Richmond K. Turner, welcher 1942 und als späterer Vizeadmiral Oberbefehlshaber der amphibischen Einsatzkräfte der im Südpazifik eingesetzten US-Flottenkräfte wurde, ein neuer Kommandant an Bord.
Im März 1939 verlegte die Astoria unter Turners Kommando zunächst nach der Chesapeake Bay und später nach Annapolis, wo die Asche des im Februar 1939 in Washington verstorbenen ehemaligen japanischen Botschafters in den Vereinigten Staaten, Hiroshi Saitō (1886–1939), an Bord genommen wurde. Der Kreuzer überführte im Anschluss die sterblichen Überreste des Botschafters via Panamakanal und Hawaii nach Japan und lief am 17. April 1939 in Yokohama ein. Dieses diplomatische Unterfangen geschah auch vor dem Hintergrund, dass im Jahr 1925 der japanische Leichte Kreuzer Tama die Leiche des im Juli 1925 in Japan verstorbenen US-Botschafters Edgar A. Bancroft nach den Vereinigten Staaten überführt hatte.
Auf dem Rückweg von dieser diplomatischen Mission beteiligte sich die Astoria an der Suche nach dem seit Ende März 1939 vermissten US-Abenteurer Richard Halliburton, welcher versucht hatte, mit einer nachgebauten Dschunke den Pazifik zu überqueren. Der Kreuzer suchte bis Ende Mai eine Fläche von über 400.000 Quadratkilometern im Seegebiet westlich der Midwayinseln ab, konnte jedoch keine Spur des Verschollenen oder von seinem Schiff finden. Halliburton wurde schließlich im Oktober 1939 für tot erklärt.
Im Anschluss wurde die Astoria nach Pearl Harbor detachiert und verblieb dort bis April 1941, wobei vor allem Manöver- und Ausbildungsfahrten den Alltag prägten. Zwischen April und Juli 1941 folgte ein Werftaufenthalt bei der Mare Island Naval Shipyard in Long Beach, wobei das Schiff einer Grundüberholung unterzogen wurde und auch erste Modifikationen der Flugabwehrkapazität erfolgten (unter anderem wurden die 12,7-mm-Maschinengewehre durch 2,8-cm-Flakvierlinge ersetzt). Bis zum Ausbruch des Pazifikkrieges im Dezember 1941 operierte die Astoria im Westpazifik und übernahm dabei unter anderem Transport- und Sicherungsaufgaben zwischen Hawaii und den Philippinen sowie den Midwayinseln.

### Einsatz im Zweiten Weltkrieg
Nach dem Angriff auf Pearl Harbor wurde der Kreuzer zunächst als Sicherung in die Kampfgruppe um den Flugzeugträger Saratoga (Task Force 11) integriert und operierte mit dieser bis Januar 1942 gemeinsam westlich von Hawaii. Nach der Torpedierung und Beschädigung der Saratoga am 11. Januar 1942 durch ein japanisches U-Boot – der Träger konnte später eingebracht werden –, bildete die Astoria Mitte Februar 1942, gemeinsam mit dem Flugzeugträger Yorktown, zwei weiteren Schweren Kreuzern und neun Zerstörern, die neu aufgestellte Task Force 17 (unter Konteradmiral Frank Jack Fletcher).

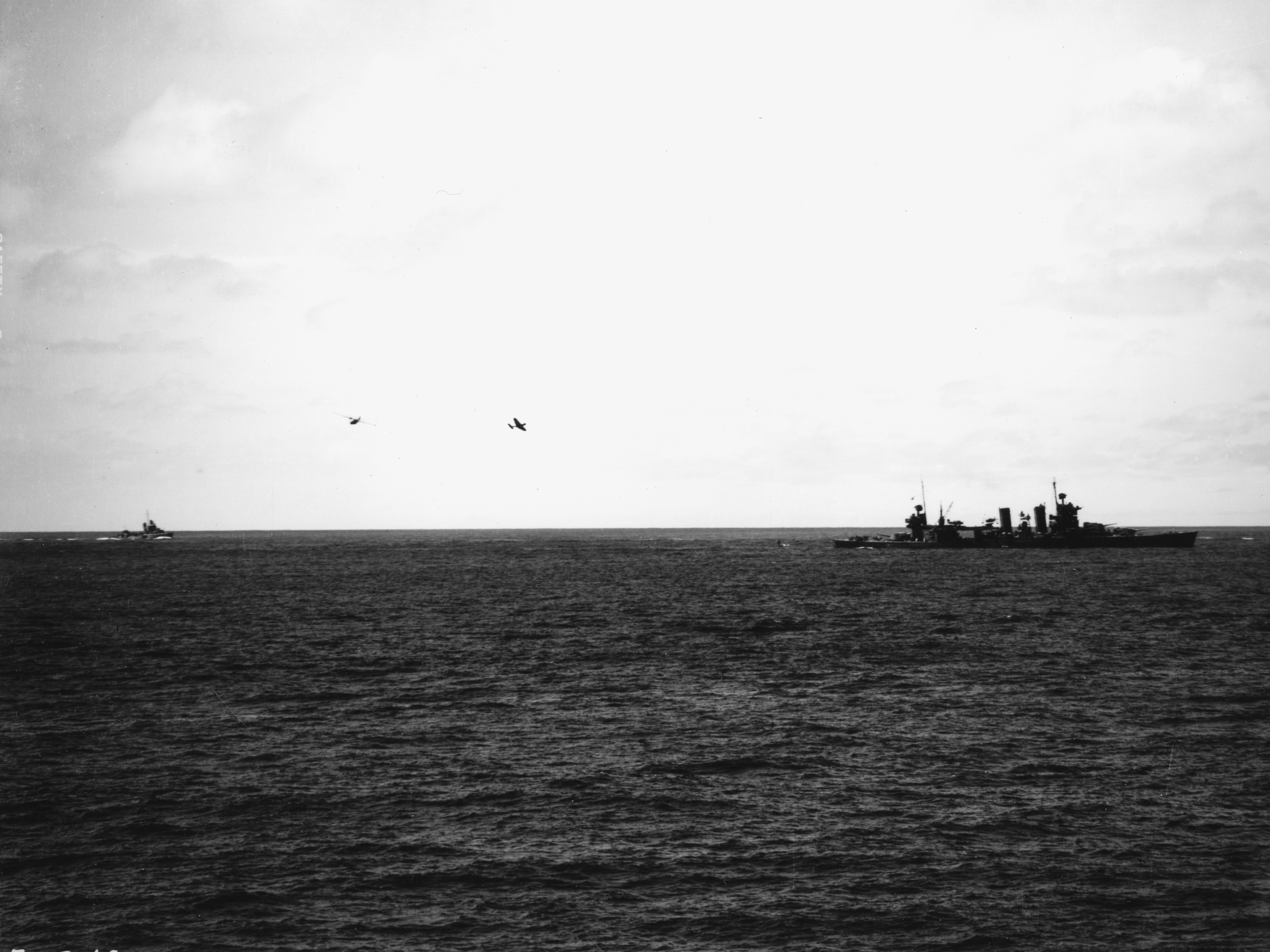
Midway: Ein US-Sturzkampfbomber Douglas SBD bei einer Notwasserung nahe der Astoria (4. Juni 1942).

Mit dieser Kampfgruppe nahm der Kreuzer an den nachfolgenden Schlachten im Korallenmeer (Anfang Mai 1942) und bei Midway (Anfang Juni 1942) teil. Die Astoria fungierte hierbei zumeist als Nah- und Luftsicherungsschiff des Flugzeugträgers Yorktown und wurde dabei am 4. Juni 1942 auch zeitweilig, nachdem der Träger von japanischen Trägerflugzeugen schwer beschädigt worden war (und drei Tage später nach einem japanischen U-Boot-Angriff auch sank), Flaggschiff von Konteradmiral Fletcher. Der Kreuzer überstand beide Auseinandersetzungen unbeschadet und barg während der Kämpfe bei Midway unter anderem auch notgewasserte US-Piloten, die wegen der Beschädigung des Flugdecks nicht mehr auf der Yorktown hatten landen können, aus dem Meer. Mitte Juni und nach der Midway-Operation kam mit Captain William G. Greenman ein neuer Kommandant an Bord.
Anfang August 1942 wurde die Astoria in die anlaufende US-Gegenoffensive in den Salomon-Inseln (Operation Watchtower) miteinbezogen und nahm als Sicherungsschiff der Landeflotte (welche 23 Transportschiffe umfasste) ab dem 7. August 1942 an den US-Landungen auf Tulagi und Gavutu-Tanambogo teil. Der Kreuzer gehörte dabei zu einer aus insgesamt acht Kreuzern und 15 Zerstörern bestehenden Deckungsgruppe (Task Group 62) und unterstützte die für die Japaner überraschenden Anlandungen durch Küstenbeschießungen. Unmittelbar nach der zunächst erfolgreichen Operation begannen indessen japanische Gegenangriffe von Rabaul aus. Während an den ersten beiden Tagen nach der Landung japanische Luftangriffe zunächst weitgehend und ohne größere Verluste abgewiesen werden konnten, sammelte sich am Abend des 7. August eine japanische Kampfgruppe unter Vizeadmiral Mikawa Gun’ichi nahe Buka und lief noch in den Nachtstunden des gleichen Tages in Richtung Guadalcanal aus, um die alliierte Landeflotte zu attackieren.

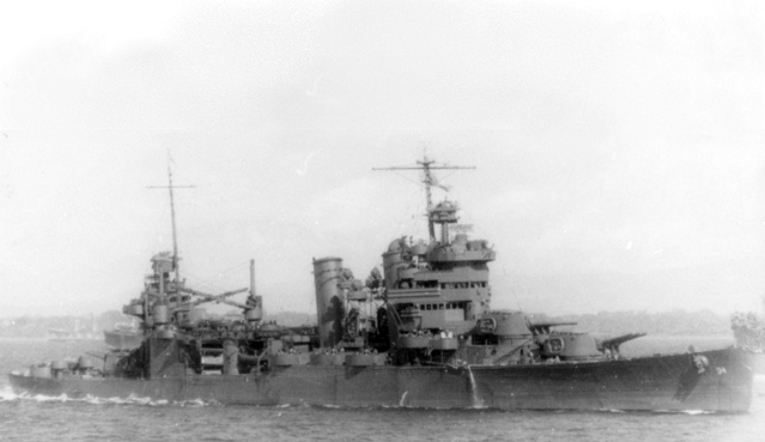
Die Astoria in den Gewässern vor Guadalcanal (vermutlich am 8. August 1942).

## Untergang derAstoria
Pannen in der alliierten Kommunikation trugen dazu bei, dass Mikawas Verband (bestehend aus den Schweren Kreuzern Chōkai, Aoba, Kinugasa, Furutaka und Kako, den beiden Leichten Kreuzern Yūbari und Tenryū sowie einem Zerstörer) weitgehend unbemerkt – wenngleich auch von einem amerikanischen U-Boot und einem australischen Flugzeug gesichtet – zwischen den Inseln der Salomonen (durch den New-Georgia-Sund, welcher umgangssprachlich von den Alliierten auch „the slot“ genannt wurde) heranmarschieren konnte.
In den Nachtstunden des 8./9. August 1942, kurz nach Mitternacht, drang Mikawa in den sogenannten Ironbottom Sound südlich von Savo Island ein, umging die beiden vorgeschobenen US-amerikanischen Radar-Sicherungszerstörer (die unter Problemen mit den Radargeräten litten) und überraschte die in zwei Gruppen aufgeteilten alliierten Sicherungskreuzer quasi vollständig.
An Bord der zur nordöstlichen Deckungsgruppe gehörenden Astoria war die Lage so unübersichtlich, dass Captain Greenman, der sich zu Beginn des Gefechtes (um 1.43 Uhr) nicht auf der Kommandobrücke befunden hatte und erst nach der Feuereröffnung (welche vom verantwortlichen Deckoffizier in korrekter Einschätzung der Lage befohlen worden war) dort erschien, zunächst wieder eine Feuereinstellung anordnete, da er in der Annahme ging, dass irrtümlich das Feuer auf die eigenen Schiffe eröffnet worden war. Diese Irritationen in der Befehlsführung trugen maßgeblich dazu bei, dass die Geschütze der Astoria beinahe fünf Minuten lang schwiegen und der Kreuzer zwischen 1.50 Uhr und 1.55 Uhr nicht in die laufende Schlacht eingriff (obgleich er selbst beschossen und getroffen wurde).
Im Verlauf des nächtlichen Gefechtes wurde die Astoria zwischen 1.50 Uhr und 2.16 Uhr von schätzungsweise 65 Granaten (zumeist im Kaliber von 20,3 cm und 14 cm) getroffen, wobei in den ersten Minuten der Schlacht bereits der vordere schwere Artillerieturm außer Gefecht gesetzt und ein starker Brand im Bereich der Bordflugzeugeinrichtungen ausgelöst wurde. Den japanischen Schiffen diente dieser das Schiff illuminierende Brand als Zielpunkt, weswegen die Astoria vor allem mittschiffs und im Bereich der Maschinenanlage zahlreiche Treffer hinnehmen musste. Im Gegenzug gelangen der Astoria vermutlich lediglich zwei Treffer auf dem japanischen Kreuzer Chōkai, wobei unter anderem dessen vorderer Geschützturm außer Gefecht gesetzt wurde.
Die Japaner brachen um 2.25 Uhr das Gefecht ab und zogen sich, obgleich sie vier Schwere Kreuzer der Alliierten versenkt oder schwer beschädigt hatten und die Landungsflotte nun beinahe ungeschützt vor ihnen gelegen hätte, zurück, da Mikawa bei Tagesanbruch mit Luftangriffen rechnete.
Die schwer beschädigte und brennende Astoria – gegen 3.00 Uhr waren sowohl das Ruder ausgefallen als auch die Stromversorgung zusammengebrochen – hielt sich, von vier US-Zerstörern gesichert und unterstützt, zunächst noch bis zum Morgen des 9. August über Wasser. Da jedoch die Brände im Inneren des Kreuzers infolge des Stromausfalls nicht mehr bekämpft werden konnten, zudem auch sämtliche Lenzpumpen ausgefallen waren und die Schlagseite nach Backbord infolgedessen beständig zunahm, erging um 11.30 Uhr die Order, das Schiff zu verlassen. Rund 20 Minuten später sank die Astoria über das Heck und war um 12.16 Uhr von der Wasseroberfläche verschwunden. Die Besatzung des Kreuzers hatte insgesamt 247 Tote und Vermisste zu beklagen, 202 Besatzungsangehörige, darunter auch Captain Greenman, waren verwundet worden.

## Kommandanten derAstoria
| 28. April 1934 bis 26. August 1935        | Captain Edmund S. Root      |
| 26. August 1935 bis 15. März 1937         | Captain Charles M. Austin   |
| 15. März 1937 bis 10. September 1938      | Captain Charles C. Gill     |
| 10. September 1938 bis 13. September 1940 | Captain Richmond K. Turner  |
| 13. September 1940 bis 14. Dezember 1941  | Captain Preston B. Haines   |
| 14. Dezember 1941 bis 14. Juni 1942       | Captain Francis W. Scanland |
| 14. Juni 1942 bis zum Verlustzeitpunkt    | Captain William G. Greenman |

## Auszeichnungen
Für ihre Einsätze im Zweiten Weltkrieg wurde die Astoria mit drei Battle Stars ausgezeichnet.